# Boda del rey Balduino I de Bélgica y Fabiola de Mora y Aragón
La boda del rey Balduino de Bélgica, y doña Fabiola de Mora y Aragón tuvo lugar el jueves 15 de diciembre de 1960. 

## Antecedentes
Balduino había accedido al trono en el año 1950 tras la abdicación de su padre el rey Leopoldo III. Era el hijo mayor de este último con su primera esposa la reina Astrid.
Fabiola era la cuarta hija de los marqueses de Casa Riera, Gonzalo de Mora y Fernández del Olmo y  Blanca de Aragón y Carrillo de Albornoz.
Nunca se confirmó de forma oficial como se conocieron, pero la teoría más asentada es la que lo hicieron a través de una monja irlandesa llamada Verónica O'Brien, que viajó hasta España para buscarle al monarca una esposa católica y propicia para el cargo de reina.
El compromiso fue anunciado el 16 de septiembre de 1960 por el primer ministro belga, Gastón Eyskens. Posteriormente la pareja se reunió con la prensa en el Palacio de Laeken. El pueblo belga reaccionó con sorpresa ante la noticia, pues su noviazgo fue secreto.
Antes de salir de España, María del Carmen Polo y Martínez-Valdés, esposa de Francisco Franco, obsequió a Fabiola una tiara de hoja de fresa, con rubíes, aguamarinas y esmeraldas intercambiables, por encargo del gobierno español.

### Celebraciones previas

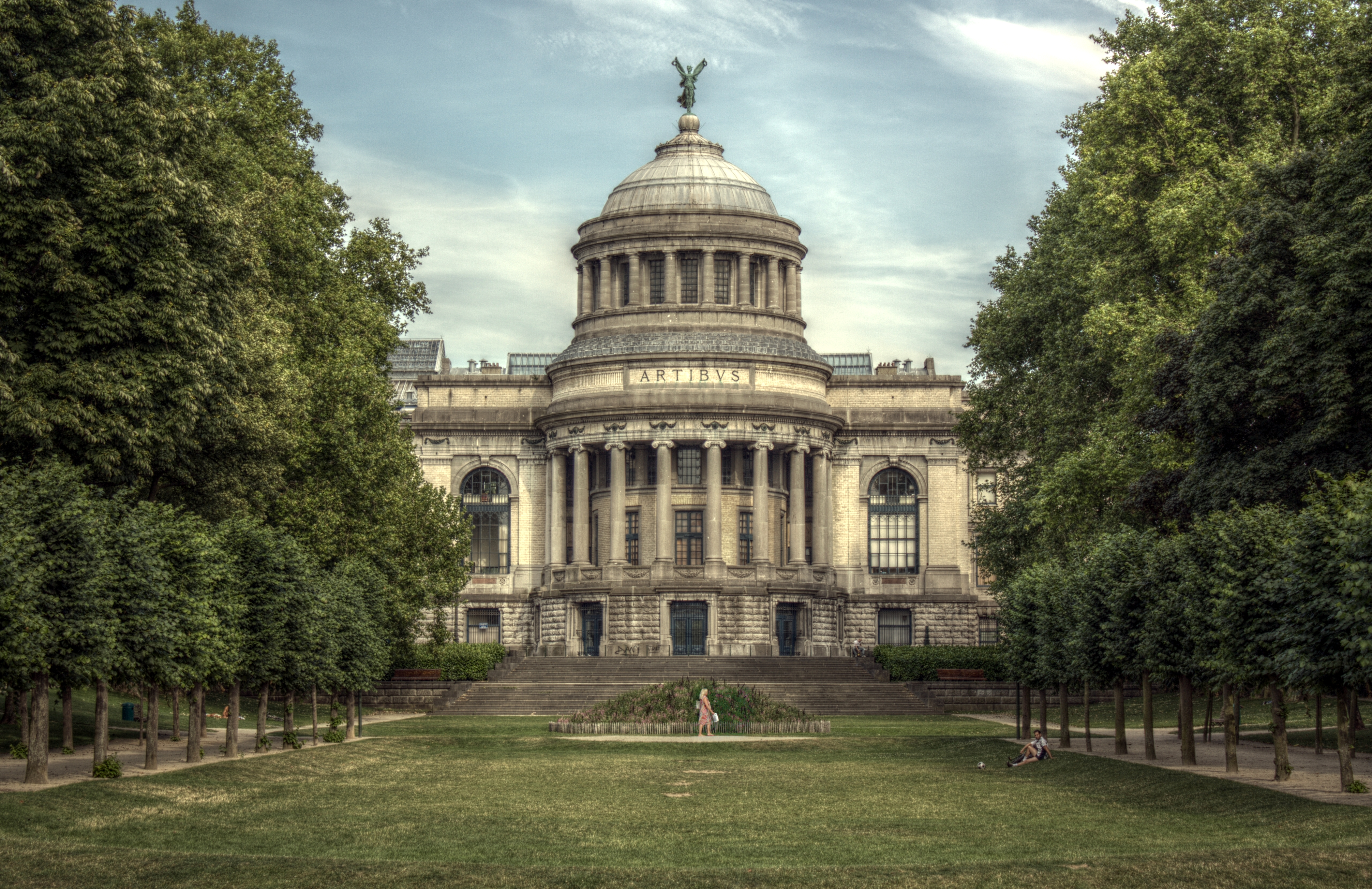
Museo del Cincuentenario de Bruselas, donde se celebró un baile previo a la boda

El 13 de diciembre de 1960 se celebró un baile en honor a los novios en Museo del Cincuentenario de Bruselas y el día siguiente, el 14 de diciembre, otro en el Palacio Real de Bruselas.

## Boda

### Ceremonia civil
Antes del servicio religioso, se casaron civilmente en el Salón del Trono del Palacio Real de Bruselas. La ceremonia estuvo presidida por el ministro de Justicia,  Albert Lilar y por el alcalde de Bruselas, Lucien Cooremans.
Los testigos de la boda fueron el rey Leopoldo III (padre del novio), el gran duque heredero Juan de Luxemburgo (cuñado del novio), el marqués de Casa Riera (hermano de la novia) y el conde de Barcelona Juan de Borbón (pretendiente al trono español).

### Ceremonia religiosa

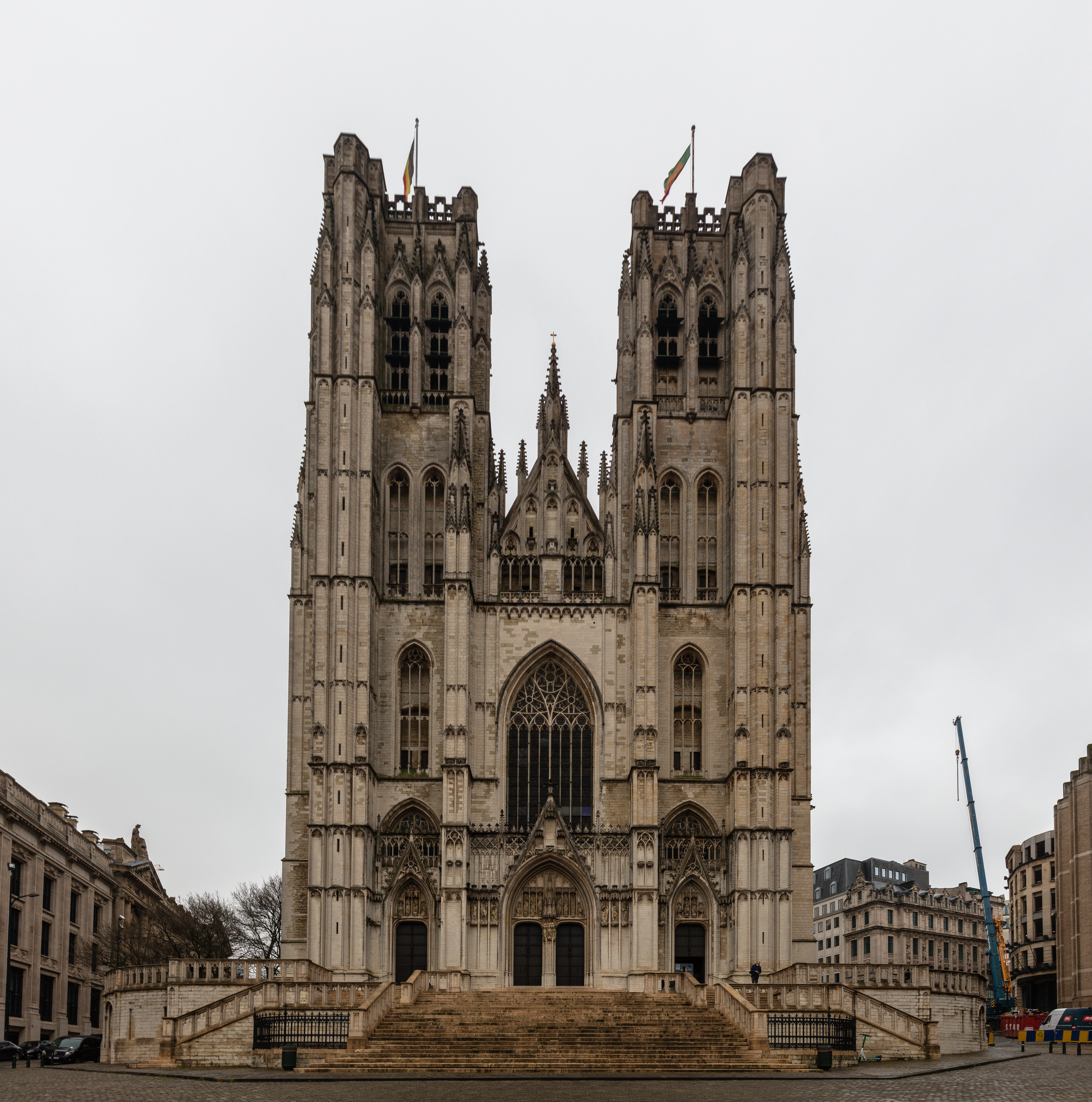
Catedral de San Miguel y Santa Gúdula

Posteriormente se trasladaron a la Catedral de San Miguel y Santa Gúdula donde tuvo lugar la ceremonia religiosa dirigida por Jozef-Ernest Cardenal van Roey. Durante la ceremonia se leyó una carta del Papa Juan XXIII.

###### Vestimenta
Fabiola lucía un vestido diseñado por el español Cristóbal Balenciaga. Era un vestido de seda blanca y tul, adornado con armiño. Tenía une escote alto, mangas tres cuartos, con cintura caída y una cola de 6 metros de largo. En la cabeza lució la conocida como tiara del Imperio belga que su suegra, la reina Astrid, también había lucido en su boda en el 1926.
Balduino lucía el uniforme de teniente general de las Fuerzas Armadas con la cinta y estrella belga de la Orden de Leopoldo y también llevaba en honor a la novia la Orden de Isabel la Católica. 

###### Retransmisión por televisión

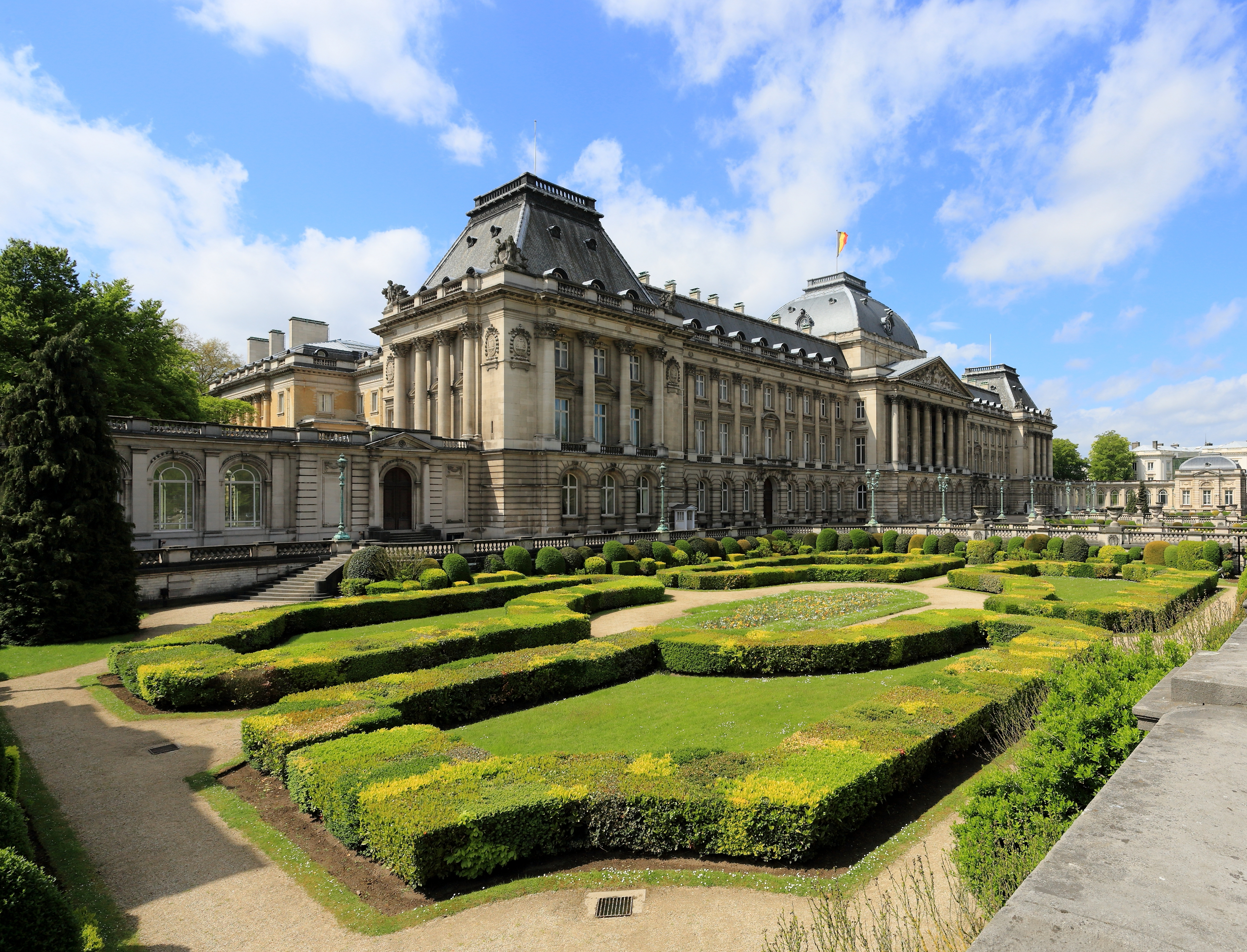
Palacio Real de Bruselas

Radio-Télévision Belge (RTB) y Radio belga en Televisieomroep (BRT) transmitieron conjuntamente la señal televisiva en directo de la boda que  fue transmitido a las emisoras del continente a través del Eurovisión red. En España, Televisión Española (TVE) lo transmitió en directo, siendo su primera transmisión en vivo de un evento íntegramente recibido desde el extranjero.

## Invitados

### Familia real belga
- Rey Leopoldo III y princesa Lilian de Réthy (padre y madrastra del novio)
  - Gran duque heredero Juan de Luxemburgo y gran duquesa heredera Josefina Carlota (cuñado y hermana del novio)
  - Príncipe Alberto y princesa Paola, príncipes de Lieja (hermano y cuñada del novio)
  - Príncipe Alejandro (medio hermano del novio)
- Reina viuda Isabel (abuela paterna del novio)
  - Reina María José y rey Humberto II de Italia (tíos del novio)
    - Princesa María Pía y príncipe Alejandro de Yugoslavia (primos del novio)
    - Príncipe Víctor Manuel de Nápoles (primo del novio)
    - Princesa María Gabriela de Saboya (prima del novio)
    - Princesa María Beatriz de Saboya (prima del novio)

### Familia de Mora y Aragón
- Marquesa viuda de Casa Riera (madre de la novia)
  - Condesa y Conde de Sástago (hermana y cuñado de la novia)
  - Marqués y Marquesa de Casa Riera (hermano y cuñada de la novia)
  - Duquesa y duque de Lécera (hermana y cuñado de la novia)
  - Don Jaime de Mora y Aragón (hermano de la novia)
  - Marquesa y Marqués de Aguilar (hermana y cuñado de la novia)
  - Conde de la Rosa de Abarca (hermano de la novia)

### Casas reales reinantes

###### Noruega
- Rey Olav V de Noruega
  - Princesa Astrid de Noruega

###### Dinamarca
- Príncipe Absalón y princesa Margarita

###### Suecia
- Príncipe Bertil, duque de Halland

###### Países Bajos
- Reina Juliana I y príncipe consorte Bernardo
  - Princesa heredera Beatriz
  - Princesa Irene

###### Luxemburgo
- Gran duquesa Carlota y príncipe consorte Félix

###### Reino Unido
- Princesa Margarita y señor Antony Armstrong-Jones

###### Irán
- Príncipe Gholam Reza Pahlavi

###### Etiopía
- Príncipe Iskinder Desta

### Casas reales no reinantes
- El conde y la condesa de Barcelona
  - Infante Juan Carlos de España
- Infanta María Cristina de Borbón y Battenberg
- Infante Jaime de Borbón y Battenberg y Emanuela de Dampierre, duques de Anjou y Segovia
- Príncipe Alfonso de Borbón y Dampierre
- Rey Miguel I de Rumanía y reina Ana
- Zar Simeón II de Bulgaria
- Príncipe heredero Otón de Austria
- Archiduque Roberto de Austria-Este y archiduquesa Margarita
- Duque Eduardo Nuño de Braganza y duquesa María Francisca
- Princesa Alix, princesa Napoleón

### Otros invitados destacados
- Don Cristóbal Martínez-Bordiú y doña Carmen Franco y Polo

## Otros datos
Balduino y Fabiola no tuvieron hijos y la reina sufrió numerosos abortos. 
Balduino fallece el 31 de julio de 1993 en Motril a los 62 años de edad y su hermano Alberto le sucede como rey de los belgas. La reina Fabiola fallece en Bruselas el 5 de diciembre de 2014 a los 86 años. 